# Djupträsket (naturreservat)
Djupträsket är ett naturreservat i Älvsbyns kommun i Norrbottens län.
Området är naturskyddat sedan 2010 och är 1,8 kvadratkilometer stort. Reservatet omfattar branta sluttningar ned mot Djupträsket. Reservatet skog består främst av tallskog men även gran och lövträd finns. 